# Slovenj Gradec
Slovenj Gradec – miasto w Słowenii, siedziba gminy miejskiej Slovenj Gradec. W 2018 roku liczyło 7244 mieszkańców.
Miasto położone jest w północnej części kraju, u podnóża Pohorja, w dolinie rzeki Mislinja. Przebiega przez nie droga z Celje w kierunku słoweńskiej Karyntii. Posiada lotnisko sportowe. Miejscowa gospodarka oparta jest na przemyśle meblarskim, metalowym, motoryzacyjnym i spożywczym.
Pierwsza historyczna wzmianka o mieście pochodzi z 1251 roku. Znajdują się w nim m.in. kościół pw. św. Elżbiety, pierwotnie wzniesiony w stylu romańskim, posiadający barokowe wyposażenie, gotycka kaplica pw. św. Ducha z XV wieku z freskami i barokowy zamek Rotenturn.